# Lao động cụ thể và lao động trừu tượng

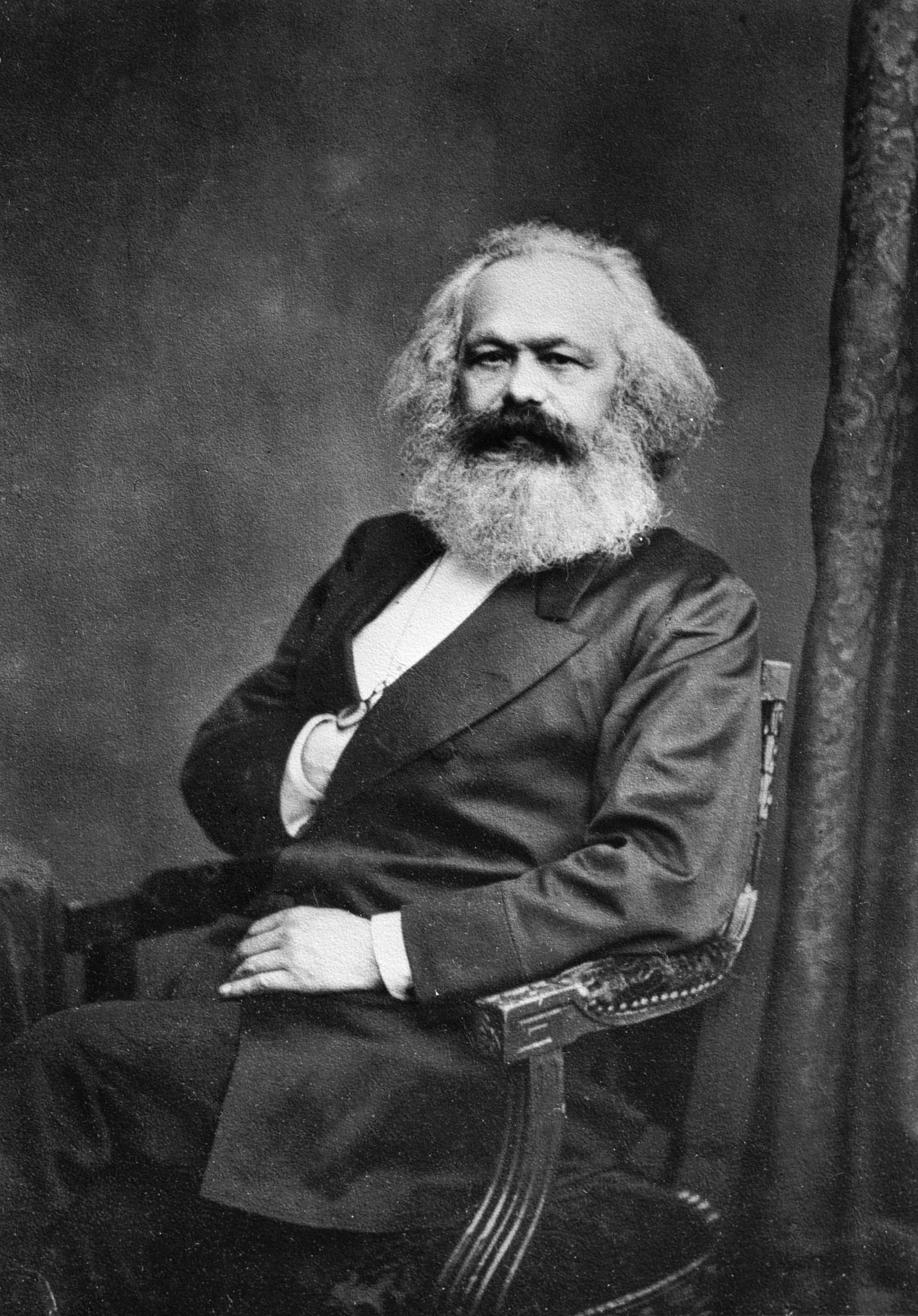
Mác chính là người phát hiện ra tính chất hai mặt của lao động

Lao động cụ thể và lao động trừu tượng là các thuật ngữ trong kinh tế chính trị Marx-Lenin dùng để chỉ về tính chất hai mặt của lao động sản xuất đó là vừa mang tính chất cụ thể (lao động cụ thể), lại vừa mang tính chất trừu tượng (lao động trừu tượng). Marx là người đầu tiên phát hiện ra tính chất hai mặt đó.

## Lao động cụ thể

### Khái niệm
Lao động cụ thể là lao động có ích dưới một hình thức cụ thể của những nghề nghiệp chuyên môn nhất định. Mỗi một lao động cụ thể có mục đích, phương pháp, công cụ lao động, đối tượng lao động và kết quả lao động riêng. Chính những cái riêng đó phân biệt các loại lao động cụ thể khác nhau.
Trong xã hội có nhiều loại hàng hóa với những giá trị sử dụng khác nhau là do có nhiều loại lao động cụ thể khác nhau. Nếu phân công lao động xã hội càng phát triển thì càng có nhiều giá trị sử dụng khác nhau để đáp ứng nhu cầu của xã hội.

### Ví dụ
Lao động của người thợ may và lao động của người thợ mộc là hai loại lao động cụ thể khác nhau. Lao động của người thợ may có mục đích là làm ra quần áo chứ không phải là bàn ghế, còn phương pháp là may chứ không phải là bào, cưa, có công cụ lao động là kim, chỉ, máy may chứ không phải là cái cưa, cái bào... và lao động của người thợ may thì tạo ra quần áo để mặc, còn lao động của người thợ mộc thì tạo ra ghế để ngồi... và tương tự như thế là thợ hồ và thợ máy. Lao động cụ thể tạo ra giá trị sử dụng của hàng hóa.

### Đặc điểm
Các loại lao động cụ thể hợp thành hệ thống phân công lao động xã hội ngày càng chi tiết; lao động cụ thể khác nhau tạo ra giá trị sử dung khác nhau; lao động cụ thể khác nhau về chất; là một phạm trù vĩnh viễn, bởi bất kỳ một giá trị sử dung nào nếu không phải do thiên nhiên trực tiếp ban cho thì đều do lao động cụ thể tạo ra.

## Lao động trừu tượng

### Khái niệm
Lao động trừu tượng là lao động của người sản xuất hàng hóa khi đã gạt bỏ những hình thức cụ thể của nó, hay nói cách khác, đó chính là sự tiêu hao sức lao động (tiêu hao sức bắp thịt, thần kinh) của người sản xuất hàng hóa nói chung.

### Đặc điểm
- Lao động trừu tượng giống nhau về chất, bởi thuần tuý là hao phí sức lực của con người.
- Chính lao động trừu tượng của người sản xuất hàng hóa mới tạo ra giá trị của hàng hóa. Như vậy, có thể nói, giá trị của hàng hóa là lao động trừu tượng của người sản xuất hàng hóa kết tinh trong hàng hóa. Đó cũng chính là mặt chất của giá trị hàng hóa.
- Lao động trừu tượng mang phạm trù lịch sử của sản xuất hàng hóa.

## Tính chất hai mặt

### Tính thống nhất
Lao động cụ thể và lao động trừu tượng là hai mặt của cùng một lao động của người sản xuất hàng hoá. Một mặt là lao động cụ thể và mặt khác là lao động trừu tượng.

### Tínhmâu thuẫn
Tính chất hai mặt của lao động sản xuất hàng hóa phản ảnh tính chất tư nhân và tính chất xã hội của lao động của người sản xuất hàng hóa. Mỗi người sản xuất hàng hoá sản xuất cái gì, sản xuất như thế nào là việc riêng của bọn họ. Vì vậy, lao động đó mang tính chất tư nhân, và lao động cụ thể của họ là biểu hiện của lao động tư nhân.
Đồng thời, lao động của người sản xuất hàng hóa là lao động xã hội vì nó là một bộ phận của toàn bộ lao động xã hội trong hệ thống phân công lao động xã hội. Phân công lao động xã hội tạo ra sự phụ thuộc lẫn nhau giữa những người sản xuất hàng hóa. Họ làm việc cho nhau, thông qua trao đổi hàng hóa. Việc trao đổi hàng hóa không thể căn cứ vào lao động cụ thể mà phải quy lao động cụ thể về lao động chung đồng nhất - lao động trừu tượng. Do đó, lao động trừu tượng là biểu hiện của lao động xã hội.
Giữa lao động tư nhân và lao động xã hội có mâu thuẫn với nhau. Mâu thuẫn đó được biểu hiện cụ thể trong hai trường hợp:
- Sản phẩm do những người sản xuất hàng hóa riêng biệt tạo ra có thể không ăn khớp với nhu cầu của xã hội (hoặc không đủ cung cấp cho xã hội hoặc vượt quá nhu cầu của xã hội...). Khi sản xuất vượt quá nhu cầu của xã hội, sẽ có một số hàng hóa không bán được, tức không thực hiện được giá trị.
- Mức tiêu hao lao động cá biệt của người sản xuất hàng hóa cao hơn so với mức tiêu hao mà xã hội có thể chấp nhận, khi đó hàng hóa cũng không bán được hoặc bán được nhưng không thu hồi đủ chi phí lao động bỏ ra.

Theo Chủ nghĩa Mác-Lênin thì Mâu thuẫn giữa lao động tư nhân và lao động xã hội là mầm mống của mọi mâu thuẫn trong nền sản xuất hàng hoá. Chính vì những mâu thuẫn đó mà sản xuất hàng hoá vừa vận động phát triển, vừa tiềm ẩn khả năng khủng hoảng.